# John Henry Barbee
John Henry Barbee (* 14. November 1905 in Tennessee; † 3. November 1964) war ein US-amerikanischer Bluessänger und -gitarrist.
Er wurde in Henning in Tennessee geboren und wuchs auf der Farm seines Vaters auf, wo er sich das Gitarrespielen selbst beibrachte. Zuerst erlangte er in seiner Region Bekanntheit als Straßenmusiker und in Kneipen und auf Partys. Seine Behauptung, als „William George Tucker“ geboren worden zu sein und sich schließlich nach einer Folk-Ballade, die er oft spielte, in „John Henry“ umbenannt zu haben, ist durch keinerlei Zensus belegt (Sein Vater war Beecher Barbee, seine Mutter Cora Gilford). Nachdem er in den 1920ern und 1930ern mit einigen Musikern zusammengespielt hatte, bot ihm die Firma Vocalion Schallplattenaufnahmen an und er nahm 1938 in Chicago seine erste Platte auf.
Weil ein Weißer seine Frau belästigt hatte, schoss John Henry Barbee auf ihn, traf ihn aber nur ins Bein. In dem Glauben, er hätte den Mann ermordet, flüchtete er und tauchte unter. Bis 1963 machte er nur wenig Musik und hatte einen Job in einer Wäscherei, bis er von Willie Dixons Sohn als ein singender Eisverkäufer wiederentdeckt wurde.
Dixon ermöglichte ihm ein Comeback und schlug ihn für das American Folk Blues Festival 1964 vor. Während dieses Europa-Besuchs wurden (von dem dänischen Plattenlabel Storyville) weitere Aufnahmen mit ihm gemacht. Kurz darauf musste er die Tournee aber wegen starker Schmerzen abbrechen und wurde in eine Chicagoer Klinik eingeliefert. Als er entlassen wurde, hatte man Krebs diagnostiziert und ihm wenig Überlebenschancen zugeschrieben, woraufhin er sich von seiner Gage ein Auto kaufte und mangels Fahrerfahrung und -erlaubnis einen Passanten überfuhr. Man nahm ihn daraufhin in Untersuchungshaft und er starb einen Tag später an einem Herzinfarkt.